# Cilindar (strojarstvo)
Cilindar (lat. cylindrus iz grč. kúlindros) je dio parnoga stroja u kojem dolazi do širenja (ekspanzije) vodene pare što pokreće stap. Kod motora s unutarnjim izgaranjem to je dio u kojem se pali i ekspandira smjesa goriva i zraka pokrečući time klip stroja. Cilindri su od sivoga ili čeličnoga lijeva, često imaju prostore za hlađenje tekućinom ili rebra za hlađenje zrakom, a redovito i razvode za ulaz i izlaz radnoga sredstva.